# Supercoppa di Giordania
La Supercoppa di Giordania (in arabo كأس السوبر الأردنية‎?) è una competizione calcistica giordana che si tiene con cadenza annuale. È organizzata dal 1981 dalla Federazione calcistica della Giordania.
La squadra più titolata nella competizione è l'Al-Faisaly di Amman, con 17 vittorie.

## Formato
La manifestazione si gioca in gara singola, con eventuali tempi supplementari ed eventuali tiri di rigore. Vi prendono parte due squadre: la vincitrice della Lega giordana professionistica, la massima divisione del campionato giordano di calcio, e la vincitrice della Coppa di Giordania. Qualora una squadra vinca nella stessa stagione sia il campionato che la coppa, accede alla gara di supercoppa la finalista perdente della Coppa di Giordania.

## Albo d'oro
| Supercoppa di Giordania | Supercoppa di Giordania | Supercoppa di Giordania | Supercoppa di Giordania |
| Anno                    | Vincitore               | RIsultato               | Secondo classificato    |
| ----------------------- | ----------------------- | ----------------------- | ----------------------- |
| 1981                    | Al-Faisaly              | 1-1 (dts) (5-3 dtr)     | Al-Wehdat               |
| 1982                    | Al-Faisaly              | 1-0                     | Al-Ramtha               |
| 1983                    | Al-Ramtha               | 1-0                     | Al-Wehdat               |
| 1984                    | Al-Faisaly              | 5-2                     | Al-Ramtha               |
| 1985                    | Al-Jazira               | 1-0                     | Amman SC                |
| 1986                    | Al-Faisaly              | 1-0                     | Al-Wehdat               |
| 1987                    | Al-Faisaly              | 1-0                     | Al-Arabi                |
| 1988                    | non disputata           | non disputata           | non disputata           |
| 1989                    | Al-Wehdat               | 1-1 (dts) (4-3 dtr)     | Al-Faisaly              |
| 1990                    | Al-Ramtha               | 3-0                     | Al-Faisaly              |
| 1991                    | Al-Faisaly              | 3-1                     | Al-Ramtha               |
| 1992                    | Al-Wehdat               | 1-1 (dts) (4-2 dtr)     | Al-Ramtha               |
| 1993                    | Al-Faisaly              | 2-1                     | Al-Wehdat               |
| 1994                    | Al-Faisaly              | 1-0                     | Al-Ramtha               |
| 1995                    | Al-Faisaly              | 4-1                     | Al-Wehdat               |
| 1996                    | Al-Faisaly              | 1-0 (gg)                | Al-Wehdat               |
| 1997                    | Al-Wehdat               | 2-0                     | Al-Ramtha               |
| 1998                    | Al-Wehdat               | 4-2                     | Al-Ramtha               |
| 1999                    | Non disputata           | Non disputata           | Non disputata           |
| 2000                    | Al-Wehdat               | 2-1                     | Al-Faisaly              |
| 2001                    | Al-Wehdat               | 2-1                     | Al-Faisaly              |
| 2002                    | Al-Faisaly              | 3-0                     | Al-Hussein              |
| 2003                    | Al-Hussein              | 2-1 (gg)                | Al-Faisaly              |
| 2004                    | Al-Faisaly              | 2-1                     | Al-Hussein              |
| 2005                    | Al-Wehdat               | 2-0                     | Al-Faisaly              |
| 2006                    | Al-Faisaly              | 2-0                     | Shabab Al-Ordon         |
| 2007                    | Shabab Al-Ordon         | 2-0                     | Al-Wehdat               |
| 2008                    | Al-Wehdat               | 2-0                     | Al-Faisaly              |
| 2009                    | Al-Wehdat               | 2-1                     | Shabab Al-Ordon         |
| 2010                    | Al-Wehdat               | 1-0 (dts)               | Al-Faisaly              |
| 2011                    | Al-Wehdat               | 3-0                     | Mansheyat Bani Hasan    |
| 2012                    | Al-Faisaly              | 3-0                     | Mansheyat Bani Hasan    |
| 2013                    | Shabab Al-Ordon         | 2-0                     | That Ras                |
| 2014                    | Al-Wehdat               | 2-0                     | Al-Baqa'a               |
| 2015                    | Al-Faisaly              | 1-0                     | Al-Wehdat               |
| 2016                    | Al-Ahli                 | 2-1                     | Al-Wehdat               |
| 2017                    | Al-Faisaly              | 2-1 (dts)               | Al-Jazira               |
| 2018                    | Al-Wehdat               | 2-1                     | Al-Jazira               |
| 2019                    | Non disputata           | Non disputata           | Non disputata           |
| 2020                    | Al-Faisaly              | 1-1 (dts) (4-3 dtr)     | Al-Jazira               |
| 2021                    | Al-Wehdat               | 2-0                     | Al-Jazira               |
| 2022                    | Al-Ramtha               | 2-0                     | Al-Faisaly              |
| 2023                    | Al-Wehdat               | 2-1 Andata /1-0 Ritorno | Al-Faisaly              |
| 2024                    | Al-Hussein              | 3-1 Andata /0-0 Ritorno | Al-Wehdat               |
| 2025                    | Al-Hussein              | 1-1 Andata /1-0 Ritorno | Al-Wehdat               |

## Vittorie per squadra
| Squadra              | Vittorie | Secondi posti |
| -------------------- | -------- | ------------- |
| Al-Faisaly           | 17       | 10            |
| Al-Wehdat            | 15       | 11            |
| Al-Ramtha            | 3        | 7             |
| Al-Hussein           | 3        | 2             |
| Shabab Al-Ordon      | 2        | 2             |
| Al-Jazira            | 1        | 4             |
| Al-Ahli              | 1        | 0             |
| Mansheyat Bani Hasan | 0        | 2             |
| Al-Baqa'a            | 0        | 1             |
| That Ras             | 0        | 1             |
| Al-Arabi             | 0        | 1             |
| Amman                | 0        | 1             |